# Brighthampton
Brighthampton är en ort i civil parish Standlake, i distriktet West Oxfordshire, i grevskapet Oxfordshire, i England. Brighthampton var en civil parish fram till 1932 när blev den en del av Standlake. Civil parish hade 33 invånare år 1931. Byn nämndes i Domedagsboken (Domesday Book) år 1086, och kallades då Bristelmestone.